# Crayon Shin-Chan
Crayon Shin-Chan (japanisch クレヨンしんちゃん, Kureyon Shin-chan) ist eine von 1990 bis Februar 2010 laufende Manga-Serie des japanischen Zeichners Yoshito Usui, die auch als Anime-Fernsehserie mit über 1000 Folgen, mehrere Spin-off-Serien, über 80 Specials und über zwei Dutzend Kinofilmen umgesetzt wurde. Nach Usuis Tod im September 2009 wird sie seit August 2010 als Shin Crayon Shin-Chan (jap. 新クレヨンしんちゃん, Shin Kureyon Shin-chan) fortgeführt.

## Handlung
Der fünfjährige Shinnosuke Nohara, genannt Shin-Chan Nohara, treibt seine Eltern Harry und Mitsy Nohara in den Wahnsinn. Er ignoriert alle Regeln und gesellschaftlichen Konventionen, nicht selten zeigt er seinen Gesprächspartnern sein entblößtes Gesäß. Der Witz der Serie baut auf den Handlungen und Bemerkungen Shin-Chans auf, die in den dargestellten Situationen absolut unpassend sind und seine Eltern häufig in Verlegenheit bringen.

## Charaktere
- Shin-Chan Nohara (野原 しんのすけ, Nohara Shinnosuke) ist der Protagonist der Serie. Er bereitet den Personen aus seinem Umfeld Unannehmlichkeiten und erregt mit seinem aufdringlichen und ungebührlichen Verhalten öffentliche Ärgernisse, wobei er selten Mitgefühl für seine Mitmenschen zeigt. Im Verlauf der Serie fällt auf, dass er jeweils von seiner Mutter und von seinem Vater bestimmte Charaktereigenschaften geerbt hat.
- Mitsy Nohara (野原 みさえ, Nohara Misae) ist die Mutter von Shin-Chan. Sie ist leicht reizbar und züchtigt Shinnosuke leicht körperlich für sein Fehlverhalten. Sie ist sehr geizig und nimmt beim Einkaufen jedes Angebot wahr, gleichgültig, ob das Produkt einen praktischen Nutzen hat oder nicht. Sie liebt Käsekuchen und Mittagsschläfchen, weshalb ihr von Shin-Chan oft vorgeworfen wird, sie sei eine schlechte Hausfrau.
- Harry Nohara (野原 ひろし, Nohara Hiroshi) ist der Vater von Shin-Chan. Er ist ein Geschäftsmann und kommt aufgrund seiner langen Arbeitszeit häufig spät nach Hause. Er hat wie Shin-Chan eine Vorliebe für junge, attraktive Frauen, weshalb er, wenn er mimisch sein Interesse an selbigen bekundet, von seiner Ehegattin körperlich gezüchtigt wird.
- Daisy Nohara (野原 ひまわり, Nohara Himawari) ist Shin-Chans jüngere Schwester und adaptiert viele Charaktereigenschaften ihres Bruders Shin-Chan, weshalb sie für schöne Männer schwärmt und Gefallen an glänzenden Gegenständen findet.
- Lucky (シロ, Shiro) ist Shin-Chans Hund. Er wird von den Noharas vernachlässigt, weshalb er unregelmäßig gefüttert wird.
- Max (佐藤 マサオ, Satō Masao) ist einer von Shin-Chans Mitschülern in der Futaba-Vorschule. Er ist ein sehr ängstliches Kind und fängt bei unbedeutenden Anlässen an zu weinen.
- Bo (ボーちゃん, Bō-chan) ist auch ein Mitschüler Shin-Chans. Er ist ruhig und intelligent, seine Nase läuft jedoch ständig.
- Cosmo (風間 トオル, Kazama Tōru) ist der intelligenteste und leistungsstärkste Mitschüler Shin-Chans. Er ist sehr eingebildet und enerviert von Shinnosukes Verhalten. Manchmal behauptet er fälschlicherweise Gewohnheiten von Erwachsenen zu pflegen, wie beispielsweise das Trinken von Kaffee.
- Fräulein Dori (よしなが みどり, Yoshinaga Midori) ist Shin-Chans Lehrerin. Sie ist sehr freundlich, allerdings auch reizbar. Manchmal wird sie von Shin-Chan und seinen Freunden besucht, meist zu unangemessenen Zeitpunkten. Sie hat einen Freund namens Ricky, allerdings wird dieser nur selten erwähnt.
- Fräulein Uma (まつざか ウメ, Matsuzaka Ume) ist eine weitere Lehrerin in der Futaba-Vorschule. Sie tut so, als wäre sie reich, und trägt augenscheinlich teure Kleidung. Ihre Avancen gegenüber Männern scheitern sehr oft. Sie pflegt ein gutes Verhältnis zu Hans Dieter, einem Arbeitskollegen von Harry.
- Direktor Enzo (園長, Enchō, dt. „Vorschuldirektor“, eigentlich: 高倉 文太, Takakura Bunta) ist der Direktor der Futaba-Vorschule. Durch sein Aussehen werden ihm Kontakte zur Yakuza nachgesagt. Daher auch sein von Shin-Chan gegebener Spitzname „Don Corleone“ (im Japanischen nennt er ihn Kumichō (組長, dt. „Pate“) anstatt Enchō). Tatsächlich sagt Enzo es mehrfach offen heraus, dass er ein Aussteiger aus der Yakuza (bzw. der Cosa Nostra in der deutschen Fassung) ist und die Stelle als Vorschullehrer Teil seiner vom Zeugenschutzprogramm verliehenen neuen Identität ist. Der Name Takakura Bunta wurde wohl von den Schauspielern Bunta Sugawara und Ken Takakura abgeleitet. Beide Darsteller sind in Japan bekannt für ihre Rollen in Yakuzafilmen.
- Maskierter Muchacho/Action Mask (アクション仮面, Akushon Kamen; Kamen heißt Maske) ist ein Superheld in einer Fernsehserie und Shin-Chans Idol. Es ist angelehnt an die Kamen-Rider-Tokusatsu.
- Gary Nohara (野原　銀の介, Nohara Ginnosuke) ist Shin-Chans Großvater und der Vater von Harry Nohara. Er besucht die Noharas immer unerwartet, Shin-Chan ist ihm ziemlich ähnlich.
- Mausi (小山　まさえ, Koyama Masae) ist Mitsys ältere Schwester und Shin-Chans Tante. Seit ihrer Kindheit liebt sie es, Mitsy Streiche zu spielen, was sie bei spontanen Besuchen immer noch tut. Aufgrund ihrer kindischen Art versteht sich Mausi gut mit Shin und Opa Gary.
- Frau Goober (北本さん, Kitamoto-san) ist eine Nachbarin der Noharas und für ihren Klatsch und Tratsch bekannt.

## Veröffentlichungen

### Manga
Von 1990 bis 2003 erschien der Manga im Magazin Manga Action bei Futabasha, wegen kurzzeitiger Einstellung des Magazins wechselte Shin-Chan allerdings in das Magazin Manga Town desselben Verlags. Nach dem Tod von Yoshito Usui im September 2009 wurde der Manga bis zur Dezemberausgabe des Manga Town, die am 5. November 2009 erschienen ist, mit bereits fertiggestellten Kapiteln fortgesetzt. Weitere drei Kapitel wurden bis zum 5. Februar 2010 in den folgenden drei Ausgaben veröffentlicht. Die von Usui gezeichneten Kapiteln wurden in insgesamt 50 Manga-Bände zusammengefasst.
Der Manga wird als Shin Crayon Shin-Chan in neuer Form mit Mitgliedern von Usuis Team fortgesetzt, die als 臼井儀人&UYスタジオ (UY Studio) firmieren. Das erste Kapitel der neuen Serie erschien am 5. August 2010 in der September-Ausgabe des Manga-Town-Magazins.
In Deutschland wurde die Serie nach acht Bänden vom Egmont Manga und Anime Verlag eingestellt.
Von 2002 bis 2005 erschienen in den USA die ersten elf Bände von Crayon Shin-Chan beim ComicsOne-Verlag. Diese Ausgabe wird in westlicher Leserichtung gelesen. Im Jahr 2007 lizenzierte CMX Manga, die Manga-Sparte von DC Comics, die Serie erneut und brachte bisher elf Bände mit neuer Übersetzung heraus. Casterman und später J’ai lu veröffentlichten die Serie in Teilen auf Französisch, Planeta DeAgostini Comics auf Spanisch, Panini Comics auf Portugiesisch und Tong Li auf Chinesisch.

### Anime
Der Anime wurde in Japan unter der Regie von Kaichi Hara ab 1992 von Shin-Ei Animation produziert und wird in Japan seit dem 13. April 1992 auf dem Sender TV Asahi gezeigt. Das Charakterdesign entwarf Hiroshi Ogawa. Die Handlung des inzwischen über 900 Folgen umfassenden Anime orientiert sich am Manga. Es existieren derzeit auch 26 Filme. Der 2007 veröffentlichte Film Arashi o Yobu Utau Ketsu dake Bakudan! war der fünfterfolgreichste Anime-Film des Jahres 2007 und spielte 14,5 Millionen Dollar ein.
Trotz des Todes des Autors wird die Anime-Serie seit dem 16. Oktober 2009 fortgeführt. Es wurde auch an dem 18. Kinofilm gearbeitet, Chō Jikū! Arashi o Yobu Ora no Hanayome, der am 17. April 2010 in die japanischen Kinos kam.
Die Fernsehserie wurde unter anderem ins Englische, Niederländische, Französische, Spanische, Italienische, Polnische und Portugiesische übersetzt. Nach Deutschland kam die Serie unter dem Namen Shin-Chan im Jahre 2002, die Fassung wurde angefertigt von Interopa Film. Sie wurde das erste Mal ab dem 5. April 2002 auf RTL II gezeigt. Später lief sie auf Jetix in der PayTV-Plattform Premiere. Insgesamt wurden 130 Folgen auf Deutsch ausgestrahlt, im Herbst 2003 erschienen 15 Episoden auf drei DVDs/VHS. Die deutsche Fassung beruht auf der englischen Fassung und verwendete entsprechend auch dieselbe Titelmusik. Auch in den Namen der Charaktere schlug sich das englische Ausgangsmaterial nieder. So heißt Shin-Chans Vater „Harry“.
Von den ersten 52 Folgen existieren zwei verschieden synchronisierte deutsche Fassungen. Die Erste wurde vom 5. April 2002 bis 24. Juni 2002 während der Erstausstrahlung verwendet. In dieser Version wurde die mit Schimpfwörtern gefüllte und als pervers angesehene englische Fassung übernommen und teilweise noch verschärft. Wegen Protesten wurde die Serie für einen Monat ausgesetzt und die Synchronisation überarbeitet. Anschließend wurde nur noch diese Neufassung auf RTL II und Jetix gezeigt. Bei den Folgen 53 bis 130 wurde von Anfang an darauf geachtet, dass es bei der Synchronisation nicht zu übertriebenen Formulierungen kam. Somit sind die letzteren Episoden näher am Original als die ersten 52 Folgen. Die erste Fassung lief nur noch während sporadischer Wiederholungen in der Nacht auf RTL II. Auf den DVDs/VHS ist ebenfalls nur die Zweitfassung enthalten und es bekam eine FSK 12.
Für das Titellied der Serie wurde die Band Bro’Sis engagiert, welche sich gerade auf RTL II formiert hatte. Der Text wurde aus dem Englischen übernommen, allerdings komplett neu arrangiert und produziert. Für den Abspann wurde eine Kurzfassung des Titellieds verwendet.
2017 wurden neue Folgen der Serie auf Deutsch von der Synchronfirma DMT – Digital Media Technologie GmbH in Hamburg synchronisiert. Die Namen der Figuren wurden dabei im Original belassen. Im Januar 2019 gab polyband bekannt, bereits ab dem 26. April 2019, unter dem neu gegründeten Sub-Label polyband anime, neue Folgen der Serie zu veröffentlichen.

#### Synchronisation
| Rolle (jp./dt.)                 | Japanische Sprecher (Seiyū)                                  | Deutsche Sprecher (2002)                              | Deutsche Sprecher (2017) |
| ------------------------------- | ------------------------------------------------------------ | ----------------------------------------------------- | ------------------------ |
| Shinnosuke „Shin-Chan“ Nohara   | Akiko Yajima (1992–2018) Yumiko Kobayashi (seit 2018)        | Tanja Geke                                            | Arlette Stanschus        |
| Misae Nohara/Mitsy Nohara       | Miki Narahashi                                               | Tanja Schumann (1. Stimme) Sabine Arnhold (2. Stimme) | Tanja Dohse              |
| Hiroshi Nohara/Harry Nohara     | Keiji Fujiwara (1992–2016) Toshiyuki Morikawa (seit 2016)    | Detlef Bierstedt                                      | Rasmus Borowski          |
| Himawari Nohara/Daisy Nohara    | Satomi Kōrogi                                                | Anja Rybiczka                                         | Daniela Reidies          |
| Nene Sakurada/Nini              | Tamao Hayashi                                                | Anja Rybiczka                                         | Jannika Jira             |
| Toru Kazama/Cosmo               | Mari Mashiba                                                 | Bernhard Völger                                       | Tim Kreuer               |
| Midori Yoshinaga/Fräulein Dori  | Yumi Takada (erste Sprecher) Haruhi Terada (zweite Sprecher) | Cathlen Gawlich                                       | Kerstin Draeger          |
| Masao Sato/Max                  | Teiyū Ichiryūsa                                              | Carola Ewert (1. Stimme) Susanne Geier (2. Stimme)    | Julian-Elias Henneberg   |
| Bo                              | Chie Satō                                                    | Karlo Hackenberger                                    | Tobias Schmidt           |
| Kitamoto/Frau Goober            | Reiko Suzuki                                                 | Eva-Maria Werth                                       |                          |
| Ume Matsuzaka/Fräulein Uma      | Michie Tomizawa                                              | Christin Marquitan                                    | Simona Pahl              |
| Bunta Takahara/Direktor Enzo    | Rokurō Naya (1992–2014) Junpei Morita (seit 2015)            | Bernd Schramm                                         | Holger Umbreit           |
| Action Mask/Maskierter Muchacho | Tesshô Genda                                                 | Stefan Fredrich                                       |                          |

#### Musik
Im November 2002 brachten RTL II und Warner Strategic Marketing ein Album mit mehreren deutschen Songs, großteils eingesungen von Tanja Geke als Shin-Chan, heraus. Der Untertitel lautet Boah Geilo!!! (Tagline: Freche Songs und coole Sprüche) und beinhaltet 15 Titel mit etwa 48 Minuten Laufzeit auf einer CD.
Die Musik der Serie komponierte Toshiyuki Arakawa. Für die Vorspanne verwendete man folgende Titel:
- Dōbutsuen wa Taihen da von Tune’s
- Yume no End wa Itsumo Mezamashi! von B.B.Queens
- Bakappo de Go! von Akiko Yajima
- Ora wa Ninkimono von Akiko Yajima
- Nenjū Muchū ~I Want You~ von Puppy
- Tobe Tobe Onei-san von Akiko Yajima und Tesshou Genda
- Dame Dame no Uta von Lady Q, Akiko Yajima & Miki Narahashi
- Pleasure von Tomomi Kahala
- Leisurely De-o! von Akiko Yajima
- Leisurely De-o! ~Crayon Friends 2007 Version~ von Akiko Yajima and AKB48
- Hapihapi von Becky
- Hey Baby von Koda Kumi
- T.W.L

Die Lieder der 13 Abspanne sind:
- Uta wo Utaō von Daiji-Man Brothers Band
- Sunao ni Naritai von Hiromi Yonemura
- Do-shite von Sakurakko Club – Sakura-kumi
- Reggae von Kotone
- Party Join Us Daisakusen von Maron Kōshaku & Akiko Yajima
- Shin-chan Ondo von Haruo Minami & Akiko Yajima
- Boys Be Brave ~Shōnen yo Yūki wo Mote~ von Aki Okui
- Tsukiakari Funwari Ochitekuru Yoru von Nanami Ogawa
- Suki Suki – My Girl von L'luvia
- Ora wa Ninkimono von Akiko Yajima, Keiji Fujiwara & Miki Narahashi
- Sayonara Arigatō von Sachiko Kobayashi
- Kyō wa Date von Kamaboko
- Genki de Ite ne von Sachiko Kobayashi
- Zentaiteki ni Daisuki Desu. von Sheki-Dol
- Nichū no Fantasy ~Taiiku wo Yasumi Onna no Ko Hen~ von Dance Man
- Mama to no O-yakusoku Jōkō no Uta von Akiko Yajima & Miki Narahashi
- Konna Toki ni Koso Yakiniku ga Aru von the Nohara Family All Stars

## Rezeption
Laut MangasZene war die Serie in Japan zu ihrem Fernseh-Start sehr umstritten, da sie viele Flüche und sexuelle Anspielungen enthält, dabei aber beim Publikum unter 12 Jahren sehr beliebt war. Eltern befürchteten, ihre Kinder könnten das Verhalten der Hauptfigur Shin-Chan zum Vorbild nehmen. Dennoch blieb die Serie erfolgreich im Programm. Animationen und Charaktere sind laut MangasZene „sehr einfach und schlicht gehalten“ und seien, wie die Serie als Ganzes, sicher nicht jedermanns Geschmack.